# Komplexreaktion
Als Komplexreaktion wird der chemische Prozess bezeichnet, bei dem Ionen, die in einer Lösung normalerweise ausfallen würden, von Komplexbildnern in Lösung gehalten werden. Dabei kommt es zum Ligandaustausch. Daneben gehören auch Komplexbildungsreaktionen zu den Komplexreaktionen.
Die Komplexreaktion bezeichnet die „dritte Idealform“ der chemischen Reaktion neben Säure-Base-Reaktion und Redoxreaktionen.